# Melle (França)
Melle é uma comuna francesa na região administrativa da Nova Aquitânia, no departamento de Deux-Sèvres. Estende-se por uma área de 9,76 km². Em 2010 a comuna tinha 6 529 habitantes (densidade: 669 hab./km²).